# Louth GAA
Il Louth County Board (Cumann Lúthchleas Gael, Coiste Chontae an Lú in gaelico irlandese) o più semplicemente Louth GAA, è uno dei 32 county board della GAA in Irlanda responsabile per la diffusione e la regolamentazione degli sport gaelici nella Contea di Louth. Con lo stesso nome vengono identificate le rappresentative di contea degli sport, gestite dal board.

## Calcio gaelico

### Dagli albori agli anni '20
Il calcio gaelico è giocato nella contea di Louth da molto tempo. Un documento attesta che le selezioni di Louth e Meath giocarono una partita inter-county già nel 1712 a Slane. Un frammento di un poema del 1806 testimonia un altro incontro tra Louth e Fermanagh ad Inniskeen, nella Contea di Monaghan.
Louth mise in bacheca alcune delle prime edizioni dell'All-Ireland Championship, in particolare quelle del 1910 e 1912. In entrambi i casi la selezione giocò solo la finale, in quanto il torneo provinciale non era concluso al momento delle semifinale ed il board del Leinster scelse come rappresentativa temporanea Dublino.
Da campione nazionale in carica, Louth fu la prima contea ad introdurre gli allenamenti per la propria rappresentativa di calcio gaelico, precisamente per il replay della finale di Croke Cup del 1913. Dopo la prima finale, finita in pareggio, i giocatori furono inviati insieme a Dundalk per essere allenati dall'allenatore della squadra di calcio dei Belfast Celtic, Jim Booth, assieme all'ex calciatore professionista scozzese George Blessington, fatto che scatenò un vespaio di polemiche. Fino a quel momento i giocatori si allenavano separatamente nelle loro città di residenza salvo poi riunirsi il giorno della partita, ma anche il Kerry che era l'avversario in programma, si adeguò immediatamente organizzando allenamenti giornalieri in unica sede per tutti. Di fatto era iniziata l'usanza, che si sarebbe velocemente diffusa in tutta l'Irlanda, degli allenamenti giornalieri prima dei grandi eventi oltre che quelli tre volte a settimana per i periodi senza impegni

### Dagli anni '40 al lungo limbo
Dagli anni quaranta in poi si acuì terribilmente la già forte rivalità coi vicini di Meath le squadre si incontrarono 13 volte dal 1945 al 1953, attirando un numero di spettatori sempre maggiore ad ogni partita: un replay della semifinale del Leinster Senior Football Championship del 1951 fece segnare un'affluenza di 42.858 persone, record assoluto durato quarant'anni per una partita del torneo che non fosse una finale fino al 1991, quando venne superato in seguito ad un incontro tra Meath e Dublino.
In quegli anni la squadra si aggiudicò vari titoli provinciali, precisamente negli anni 1943, 1948, 1950, 1953 e 1957. Il 1957 la squadra riuscì ad aggiudicarsi anche il terzo ed ultimo titolo All-Ireland contro Cork. Sarebbe stata l'ultima vittoria di un trofeo principale. La finale All-Ireland del 1957 fu contraddistinta da un fatto curioso: il capitano Dermot O'Brien arrivò con grandissimo ritardo: a seconda delle differenti versioni, era a curarsi una spalla oppure impegnato in un'esibizione musicale con la sua band, che non poté lasciare se non a fine spettacolo, saltando tutta la parata cerimoniale e arrivando giusto in tempo per l'inizio della partita. Peraltro non era nemmeno il capitano storico della squadra, ma aveva cominciato ad indossare la fascia soltanto nella semifinale precedente a causa di un infortunio del capitano Patsy Coleman. Tornato disponibile quest'ultimo, si giocarono la fascia a testa o croce e vinse O'Brien: a Coleman andò il pallone della partita, che avrebbe tenuto per anni in casa come cimelio. La partita fu giocata dalle squadre con maglie coi colori provinciali in quanto entrambe rosse per tradizione: verde del Leinster per Louth, blu del Munster per Cork.
Dopo gli anni '50 la squadra ha iniziato un lento declino che l'ha vista fuori dai principali eventi provinciali e nazionali.

### Dagli anni '90 ad oggi
Negli anni '90 Louth è tornata ad essere più competitiva anche se senza mai raggiungere la finale provinciale. Nel 1998 si giocò con gli acerrimi rivali di Meath una combattuta semifinale decisa all'ultimo secondo di un lunghissimo periodo di recupero (contestato da Louth) da un gol di Graham Geraghty di Meath.
Dal 2006 al 2009 la squadra è stata allenata da Eamonn McEneaney e ha vinto il suo trofeo più recente, la O'Byrne Cup.
Il 27 giugno 2010 Louth vinse la semifinale provinciale giungendo alla finale dopo ben 50 anni. La sfida, tenutasi l'11 luglio, fu ancora una volta contro Meath e fu caratterizzata da un goal irregolare allo scadere da parte dei giallo-verdi, che costò a Louth la sconfitta. I replay provarono l'irregolarità del goal: l'attaccante di Meath aveva portato la palla oltre la linea di porta tra le mani. L'arbitro fu aggredito dai tifosi bianco-rossi inferociti non appena finì il match e dovette essere scortato fuori dal campo dagli agenti della Garda Síochána.
Dopo la partita, vista l'incredibile svista del direttore di gioco, arrivarono molte chiamate alla sede della Gaelic Athletic Association per chiedere il replay, non solo da parte dei sostenitore di Louth e dell'Irlanda intera ma anche di tifosi di Meath e suoi ex giocatori. Anche molti giornali, su tutti il "The Irish Times" chiesero la disputa di una nuova partita, ma il Meath county board, cui spettava la decisione, si rifiutò. L'arbitro disse di avere concesso il vantaggio, non avendo fischiato un rigore per Meath. Tuttavia i replay non mostrarono nessuna infrazione e l'errore macroscopico del direttore di gara è attestato direttamente da una delle prime regole del calcio gaelico, l'art. 4.2 del regolamento ufficiale.

## Titoli
- All-Ireland Senior Football Championships: 3
  - 1910, 1912, 1957
- All-Ireland Minor Football Championships: 2
  - 1936, 1940
- All-Ireland Junior Football Championships: 4
  - 1925, 1932, 1934, 1961
- Leinster Senior Football Championships: 8
  - 1909, 1910, 1912, 1943, 1948, 1950, 1953, 1957
- Leinster Minor Football Championships: 8
  - 1931, 1935, 1936, 1940, 1941, 1942, 1951, 1953
- Leinster Junior Football Championships: 10
  - 1910, 1912, 1925, 1928, 1932, 1934, 1946, 1957, 1961, 2009, 2010
- Owen Treacy Cup: 1
  - 2006
- Tommy Murphy Cup: 1
  - 2006
- O'Byrne Cup: 4
  - 1963, 1980, 1990, 2009

## Hurling
Louth compete nella Nicky Rackard Cup, una categoria minore dell'All-Ireland Senior Hurling Championship,e furono finalisti perdenti a Croke Park contro Londra nel 2005 e Sligo nel 2008.

### Titoli
- All-Ireland Junior Hurling Championship 2
  - 1976, 1977

## Colori e simboli
Il Louth ha da sempre giocato, sin dal 1885, con tenuta rossa e pantaloncini bianchi. La scelta fu dovuta al fatto che il club campione della contea di quell'anno erano i Dundalk Young Irelands, che pertanto si presentarono nel panorama nazionale a rappresentare la contea vestendo quei colori. Mentre altri board hanno adottato dei propri colori successivamente, il Louth è rimasto fedele a questa combinazione, rimanendo uno dei pochi board ad aver sempre utilizzato la stessa combinazione cromatica.
Il simbolo per eccellenza della contea è la croce di santa Brigida, inserita sulle divise dal 1958 a seguito della vittoria All-Ireland dell'anno precedente. Da quell'anno tale simbolo è stato, in modo più o meno diversificato o semplificato, sempre presente sulle divise del Louth. La scelta di tale simbolo non fu casuale, dato che Santa Brigida per le fonti principali era nata a Faughart, proprio nell'attuale Louth.

La croce è stata incorporata poi per molti anni in uno stemma più complesso che raffigurava in uno scudo rosso anche altri elementi identificativi della contea, come il fiume Boyne ed il "Mary McAleese Boyne Bridge", un ponte moderno che collega il Louth al Meath proprio sull'omonimo fiume. 
Nel 2010, un club di calcio gaelico di Drogheda, O'Raghallaigh's, avanzò una mozione in senso all'organizzazione affinché il ponte venisse rimosso, in quanto situato per lo più nella contea di Meath, chiedendo quindi l'adozione di un simbolo più semplice ed identificativo della contea.

Lo stemma venne pertanto sostituito da uno più moderno, semplice e stilizzato, raffigurante la sagoma di una croce di Santa Brigida dorata i cui bracci superiori sono tuttavia colorati di rosso e formano la lettera "L", sormontata da una "ú" a comporre la parola Lú, il nome della contea in gaelico irlandese.

### Evoluzione dello stemma

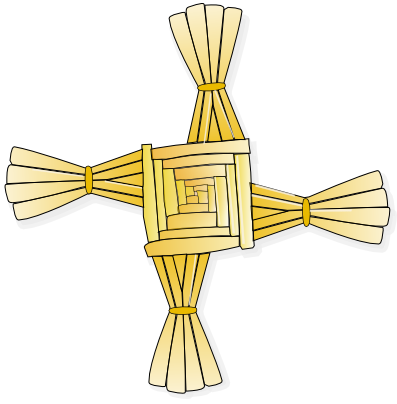
Una croce di Santa Brigida dorata, spesso in scudi di color rosso o nero, è stata utilizzata fino al 2006
Lo stemma col ponte in uso dal 2005 al 2011
L'attuale logo